# Tour Down Under
Die Tour Down Under (offiziell Santos Tour Down Under) ist ein Etappenrennen für Radrennfahrer im australischen Bundesstaat South Australia rund um die Hauptstadt Adelaide. Es ist das größte und wichtigste Radrennen Australiens und Ozeaniens. Das Rennen wurde 1999 zum ersten Mal ausgetragen und findet jährlich Mitte Januar statt. Seit 2008 ist die Tour Down Under ein Rennen der UCI ProTour und seit 2011 der Nachfolgeserie UCI WorldTour. Innerhalb der WorldTour ist die Tour Down Under die erste Veranstaltung einer jeder Saison.

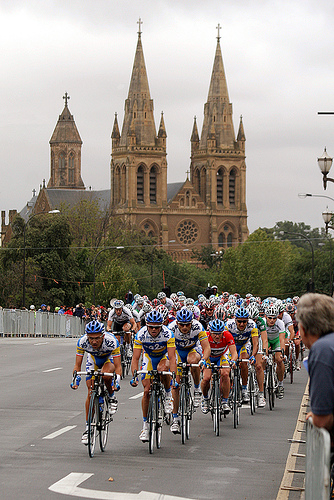
Das Feld der Tour Down Under 2007 vor der St Peter’s Cathedral in Adelaide

## Down Under Classic
Am Wochenende vor der Tour Down Under findet ein ungefähr 50 Kilometer langes Kriterium in Adelaide statt, das aufgrund wechselnder Sponsoren bereits unter verschiedenen Namen ausgetragen worden ist. Die Ergebnisse dieses Rennens zählen aber weder zur Gesamtwertung noch gibt es Punkte für die UCI WorldTour.

## Streckenführung

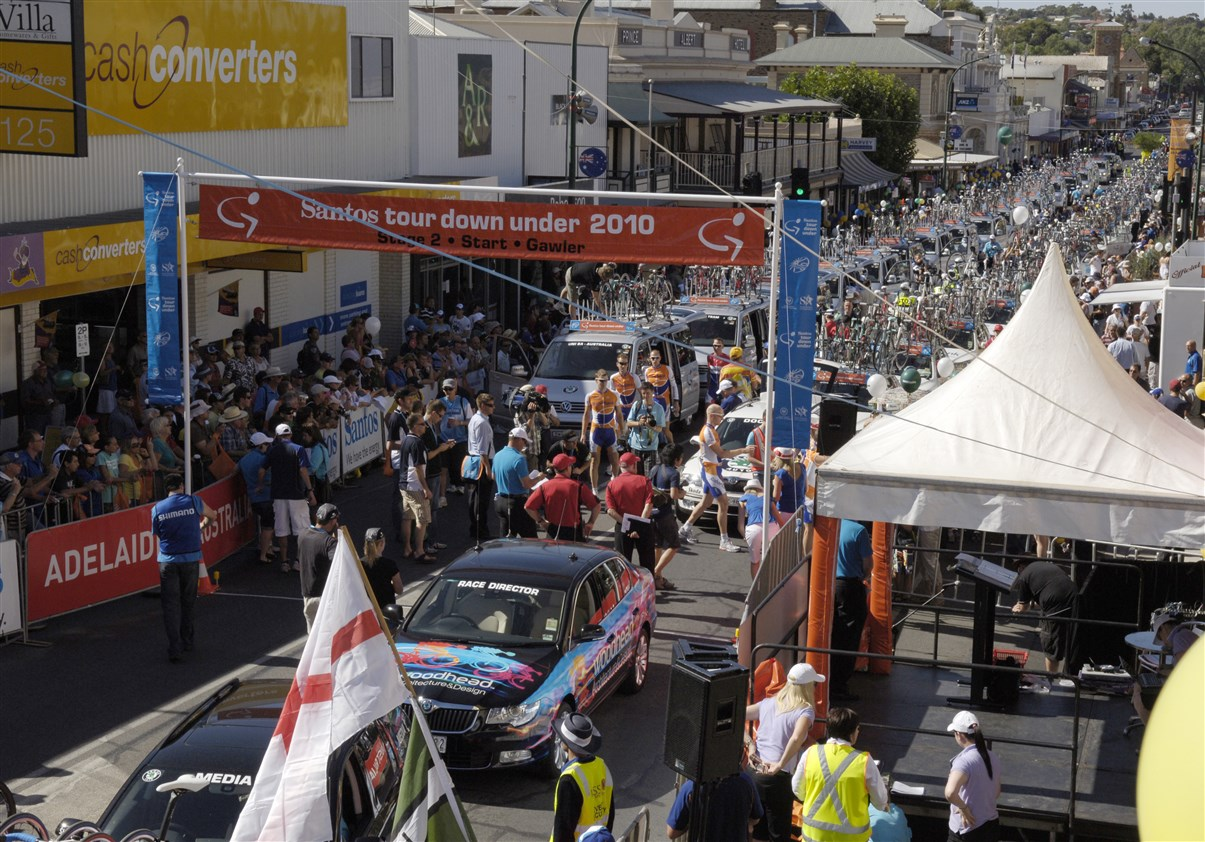
Startvorbereitungen vor der zweiten Etappe der Tour Down Under 2010 von Gawler nach Hahndorf

Die Tour Down Under selbst startet jedes Jahr am dritten Dienstag im Januar und umfasst sechs Tagesabschnitte, von denen in der Regel keiner länger als 160 Kilometer ist. Neben Adelaide sind Norwood, Campbelltown City, Victor Harbor, Unley City oder Tanunda häufige Etappenorte. Eng verbunden mit der Geschichte der Rundfahrt ist der Willunga Hill (3 Kilometer lang; 7,6 % steil), der auf der vorletzten oder letzten Etappe befahren werden muss und meist über den Gesamtsieg entscheidet. Bei der Austragung des Jahres 2023, der ersten unter der Ägide des neuen Renndirektors Stuart O’Grady, fand erstmals ein Prolog und damit ein Einzelzeitfahren statt. Der Willunga Hill war hingegen nicht Teil des Streckenverlaufs. Für die Ausgabe von 2024 kehrt er als Zielort der fünften Etappe wieder zurück, während auf das Einzelzeitfahren verzichtet wird.

## Teilnehmer
Aufgrund der Zugehörigkeit zur UCI WorldTour sind die achtzehn UCI WorldTeams automatisch startberechtigt. Zusätzlich nimmt Jahr für Jahr eine australische Nationalmannschaft teil. Jedes teilnehmende Team besteht aus sieben Fahrern.

## Organisation
Die Tour Down Under wurde von der South Australian Tourism Commission (der Tourismuskommission) ins Leben gerufen, um den Bundesstaat im Ausland zu repräsentieren. Sie steht jährlich im Mittelpunkt des „Festival of Cycling“, einer Veranstaltungsreihe, bei der sich in South Australia alles um das Fahrrad dreht.
Renndirektor war nach der Gründung des Rennens zunächst der ehemalige Berufsradfahrer Michael Turtur, auf dessen Idee das Rennen beruht. 2021 übernahm der erste Gesamtsieger der Tour Down Under, Stuart O’Grady, den Posten. Zwei Jahre darauf wurden ihm die ehemaligen Berufsradsportlerinnen Annette Edmondson und Carlee Taylor als "Assistant Race Directors" an die Seite gestellt. Immer noch ist die südaustralische Tourismuskommission Inhaber der Rundfahrt. Finanziell unterstützt wird die Tour Down Under aber auch von der südaustralischen Regierung.

## Geschichte

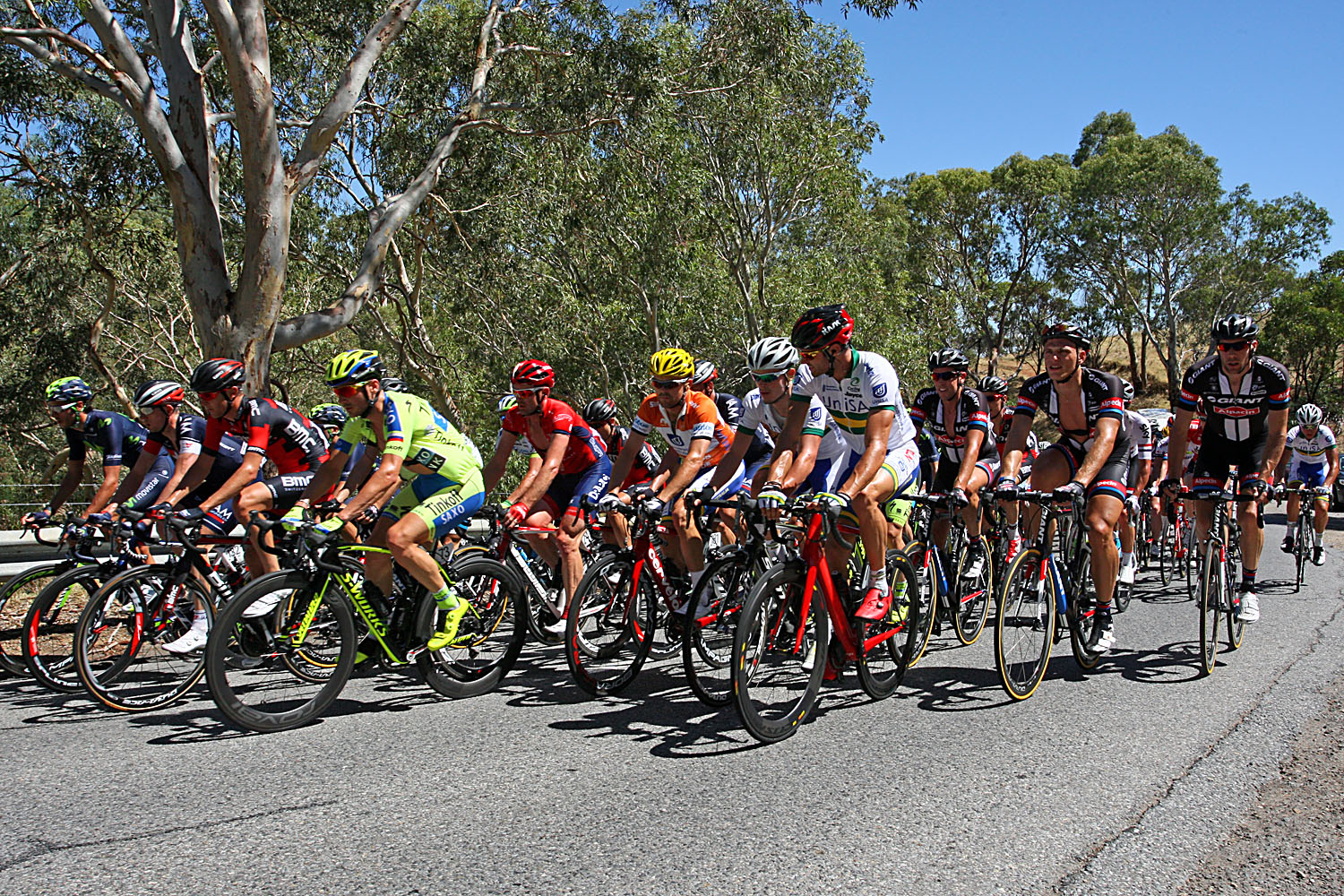
Das Feld der Tour Down Under 2015 während der dritten Etappe von Norwood nach Paracombe

Die erste Tour Down Under wurde im Jahr 1999 ausgetragen. Rasch entwickelte sich das Rennen zum größten Radsportwettbewerb Australiens und Ozeaniens. Heute gilt die Tour Down Under sogar als das größte Radrennen der südlichen Hemisphäre.
Mit dem Ziel, die Provinz Südaustralien nicht zuletzt für Touristen durch die Fernsehübertragungen in andere Länder bekannt zu machen, begann die erste Tour Down Under im Jahr 1999 mit einem ungefähr 40 Kilometer langen Rundkurs in Adelaide. Der Däne Nicolai Bo Larsen war im Massensprint am 19. Januar der erste Etappensieger, der Australier Stuart O’Grady wurde der erste Gesamtsieger. Seit dem Entstehungsjahr wird das Rennen in sechs Etappen ausgetragen, erst seit 2000 startet die Tour allerdings an einem Dienstag, die erste Austragung war noch an einem Sonntag begonnen worden.
Seit 2006 trägt der Gesamtführende ein oranges Trikot, zuvor war das Leadertrikot Gelb. Außerdem wird seit diesem Jahr darauf verzichtet, das Ergebnis der Auftaktveranstaltung in Adelaide zur Gesamtwertung zu zählen. Stattdessen wird diese seither als „Down Under Classic“ zwei Tage vor dem eigentlichen Beginn der Rundfahrt gesondert ausgetragen.
Von 1999 bis 2004 gehörte die Tour Down Under zur UCI-Kategorie 2.3. Ab 2005 zählte das Rennen zur UCI Oceania Tour und war in die höchste Kategorie 2.HC eingestuft. Als erster Wettbewerb außerhalb Europas wurde das Rennen 2008 in die UCI ProTour – heute UCI WorldTour – eingestuft und ist seitdem eines der größten internationalen Rennen. In den Jahren 2021 und 2022 musste das Rennen aufgrund der COVID-19-Pandemie abgesagt werden, 2023 wurde es erstmals wieder ausgetragen.
Die Tour Down Under wurde aufgrund ihrer nicht sehr schwierigen Topographie in den ersten Jahren oft von Sprintern gewonnen, die sich durch die Zeitbonifikationen im Ziel einen Vorsprung erarbeiten konnten, aber auch Fahrer, die einen Ausreißversuch erfolgreich abschloßen, konnten das Rennen für sich entscheiden, so zum Beispiel der Sieger von 2011, Cameron Meyer. Schließlich begannen die Organisatoren, die Streckenführung immer anspruchsvoller zu gestalten, sodass in den letzten Jahren Bergfahrer wie etwa Richie Porte oder Jay Vine den Gesamtsieg errungen haben. Rekordsieger mit vier Erfolgen ist der Einheimische Simon Gerrans. 2001, 2002, 2006 und 2015 konnte die gastgebende Nation alle drei Podestplätze belegen. Die Australier sind mit insgesamt dreizehn Gesamterfolgen auch die erfolgreichste Nation.

## Palmarès
| Jahr | Sieger            | Zweiter              | Dritter            |          |
| ---- | ----------------- | -------------------- | ------------------ | -------- |
| 1999 | Stuart O’Grady    | Jesper Skibby        | Magnus Bäckstedt   |          |
| 2000 | Gilles Maignan    | Stuart O’Grady       | Steffen Wesemann   |          |
| 2001 | Stuart O’Grady    | Kai Hundertmarck     | Fabio Sacchi       |          |
| 2002 | Michael Rogers    | Alexander Botscharow | Patrick Jonker     |          |
| 2003 | Mikel Astarloza   | Lennie Kristensen    | Stuart O’Grady     |          |
| 2004 | Patrick Jonker    | Robbie McEwen        | Baden Cooke        |          |
| 2005 | Luis León Sánchez | Allan Davis          | Stuart O’Grady     |          |
| 2006 | Simon Gerrans     | Luis León Sánchez    | Robbie McEwen      |          |
| 2007 | Martin Elmiger    | Karl Menzies         | Lars Bak           |          |
| 2008 | André Greipel     | Allan Davis          | José Joaquín Rojas |          |
| 2009 | Allan Davis       | Stuart O’Grady       | José Joaquín Rojas |          |
| 2010 | André Greipel     | Luis León Sánchez    | Greg Henderson     |          |
| 2011 | Cameron Meyer     | Matthew Goss         | Ben Swift          |          |
| 2012 | Simon Gerrans     | Alejandro Valverde   | Tiago Machado      |          |
| 2013 | Tom-Jelte Slagter | Javier Moreno        | Geraint Thomas     |          |
| 2014 | Simon Gerrans     | Cadel Evans          | Diego Ulissi       |          |
| 2015 | Rohan Dennis      | Richie Porte         | Cadel Evans        |          |
| 2016 | Simon Gerrans     | Richie Porte         | Sergio Henao       |          |
| 2017 | Richie Porte      | Esteban Chaves       | Jay McCarthy       |          |
| 2018 | Daryl Impey       | Richie Porte         | Tom-Jelte Slagter  |          |
| 2019 | Daryl Impey       | Richie Porte         | Wout Poels         |          |
| 2020 | Richie Porte      | Diego Ulissi         | Simon Geschke      |          |
| 2021 | abgesagt          | abgesagt             | abgesagt           | abgesagt |
| 2022 | abgesagt          | abgesagt             | abgesagt           | abgesagt |
| 2023 | Jay Vine          | Simon Yates          | Pello Bilbao       |          |
| 2024 | Stephen Williams  | Jhonatan Narváez     | Isaac Del Toro     |          |
| 2025 | Jhonatan Narváez  | Javier Romo          | Finn Fisher-Black  |          |

Siehe auch: Liste aller Sieger der Tour Down Under (mit den Gewinnern der Sonderwertungen)
Mit achtzehn Etappensiegen ist der Deutsche André Greipel der erfolgreichste Fahrer in dieser Hinsicht. Ein Österreicher hat noch keine Etappe gewinnen können. Auch einen Schweizer Etappensieger gab es bislang noch nicht, jedoch konnte Martin Elmiger 2007 die Gesamtwertung für sich entscheiden. Neben Rekordsieger André Greipel gab es noch vier weitere deutsche Etappensieger – Erik Zabel, der in den ersten beiden Jahren insgesamt drei Etappen gewann, Kai Hundertmarck, Steffen Wesemann und Phil Bauhaus.
| # | Name          | Siege |
| - | ------------- | ----- |
| 1 | Andre Greipel | 18    |
| 2 | Robbie McEwen | 12    |
| 3 | Caleb Ewan    | 9     |
| 4 | Richie Porte  | 8     |
| 5 | Allen Davis   | 6     |
| 5 | Sam Welsford  | 6     |

## Reglement
Die Tour Down Under wird nach dem Reglement des Weltradsportverbands UCI, insbesondere den Regeln für Etappenrennen, ausgetragen.

### Gesamtwertung
Der Fahrer mit der geringsten Gesamtzeit trägt das Orange Trikot, offiziell Santos Tour Down Under Ochre Leader’s Jersey. Für die wichtigste Wertung wird die Gesamtzeit eines jeden Fahrers von allen Etappen addiert. Eventuelle Zeitgutschriften werden von der Gesamtzeit des betreffenden Fahrers abgezogen: der Sieger einer Etappe erhält zehn Sekunden Bonifikation, der Etappenzweite sechs Sekunden und der -dritte vier Sekunden. Auch bei den auf jedem Abschnitt ausgefahrenen Zwischensprints gibt es Zeitgutschriften: drei Sekunden für den Ersten, zwei für den Zweiten und noch eine Sekunde für den Dritten. Wer nach der letzten Etappe die geringste Gesamtzeit aufweist, ist der Sieger der Rundfahrt. Da die Zeitabstände bei der Tour Down Under meist sehr gering sind, spielen die Zeitgutschriften eine wichtige Rolle für die Gesamtplatzierung eines Fahrers. Liegen zwei oder mehr Fahrer in der Gesamtwertung in der gleichen Zeit, so entscheiden die bessern Etappenplatzierungen über die genaue Platzierung.
Die einzigen Fahrer in der Geschichte des Rennens, denen es gelang, das Orange Trikot von der ersten bis zur letzten Etappe zu verteidigen, sind André Greipel (2010) und Simon Gerrans (2006).

### Punktewertung
Seit der ersten Austragung des Rennens gibt es auch eine Punktewertung, die offiziell Sprintwertung heißt und deren Führender ein Blaues Trikot erhält. Punkte für die Punktwertung gibt es aber nicht nur an den Zwischensprints, sondern auch im Ziel einer jeden Etappe für die ersten Fahrer.
Mit drei Erfolgen ist Robbie McEwen Rekordsieger der Punktewertung.

### Bergwertung
Ebenfalls seit der ersten Austragung der Tour Down Under wird eine Bergwertung ausgefahren. Das zugehörige Führungstrikot war lange Zeit weiß, inzwischen ist es weiß mit grünen Punkten. Im Gegensatz zu vielen anderen Radrennen sind die Anstiege der Rundfahrt, an denen es Bergpunkte gibt, nicht in verschiedene Kategorien eingeteilt, stattdessen wird auf jedem Gipfel dieselbe Punktzahl für die ersten Fahrer vergeben, die außerdem von Jahr zu Jahr immer wieder verändert wird.
Mit drei Erfolgen in der Bergwertung ist der Australier Cadel Evans Rekordsieger dieser Sonderwertung.

### Nachwuchswertung
Ab 1999 wurde bei der Tour Down Under ein Schwarzes Trikot für den Führenden der Nachwuchswertung vergeben. Diese Wertung ermittelt die besten Fahrer, die im Jahr der jeweiligen Rundfahrt höchstens 23 Jahre alt sind. Inzwischen ist das Führungstrikot der Nachwuchswertung weiß.
Der Spanier José Joaquin Rojas Gil sowie die beiden Australier Gene Bates und Rohan Dennis haben die Nachwuchswertung bereits zweimal für sich entschieden und sind damit Rekordgewinner. 2005 (Luis León Sánchez), 2011 (Cameron Meyer), 2013 (Tom-Jelte Slagter) und 2015 (Rohan Dennis) konnte ein Fahrer sowohl die Nachwuchswertung als auch das Orange Trikot erringen.

### Auszeichnung für den kämpferischsten Fahrer
Nach jeder Etappe der Tour Down Under ermittelt eine Jury den kämpferischsten Fahrer des Tages. Der Betreffende geht bei der folgenden Etappe mit roten Startnummern ins Rennen. Früher erhielt der kämpferischste Fahrer des Tages zusätzlich ein rotes Trikot, das er allerdings auf der nächsten Etappe nicht tragen durfte, da laut dem Reglement des Radsportweltverbandes UCI während der Etappen von internationalen Rennen nur vier Wertungstrikots präsentiert werden dürfen.

### Mannschaftswertung
Für die seit 1999 vergebene Mannschaftswertung werden bei jeder Etappe die Zeiten der schnellsten vier Fahrer jeder Mannschaft addiert. Ähnlich wie beim Preis für den kämpferischsten Fahrer wurde die führende Mannschaft früher bei den Siegerehrungen in eigenen, hellblauen Wertungstrikots präsentiert. Am Ende der Rundfahrt wird ein Gesamtsieger der Mannschaftswertung gekürt.
Rekordsieger der Mannschaftswertung ist die Nationalauswahl der University of South Australia, die bereits drei Mal erfolgreich war.

### Frühere Sonderwertungen
Von 2006 bis 2010 erhielt der Sieger des Down Under Classic ebenfalls ein Blaues Trikot, das er auf der folgenden ersten Etappe der Tour Down Under präsentierte.

## Fans

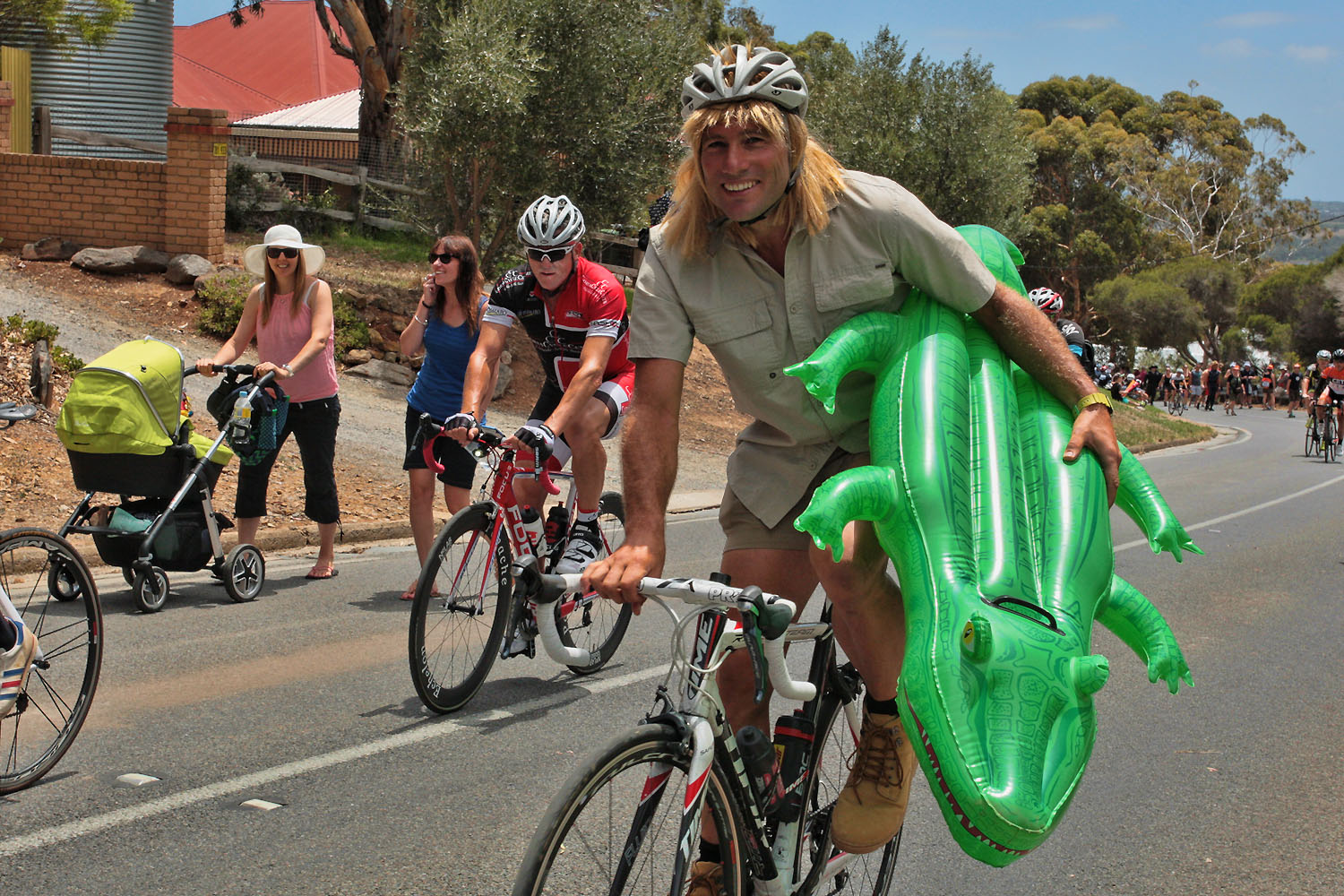
Fans auf dem Weg zum Willunga Hill während der Austragung des Jahres 2015

Jährlich verfolgen viele Zuschauer die Tour Down Under am Straßenrand, wobei sich die Zuschauerzahl über die Jahre immer wieder erhöht hat. 2020 verfolgten insgesamt 779.362 Zuschauer die Rundfahrt, davon 44.801 Menschen aus anderen Ländern und anderen Teilen Australiens.
Außerdem verfolgen die Fans der Rundfahrt jedes Jahr einen besonderen Brauch, indem sie vor Rennbeginn einen unbekannten Fahrer, meist einen Profi, der Helferaufgaben im Team wahrnimmt, aus der Startliste auswählen, um ihn dann während des Rennens wie einen großen Star zu feiern und ihm auch nach Rennende eine Aufwartung vor dem Hotel zu machen.

## Sponsoren

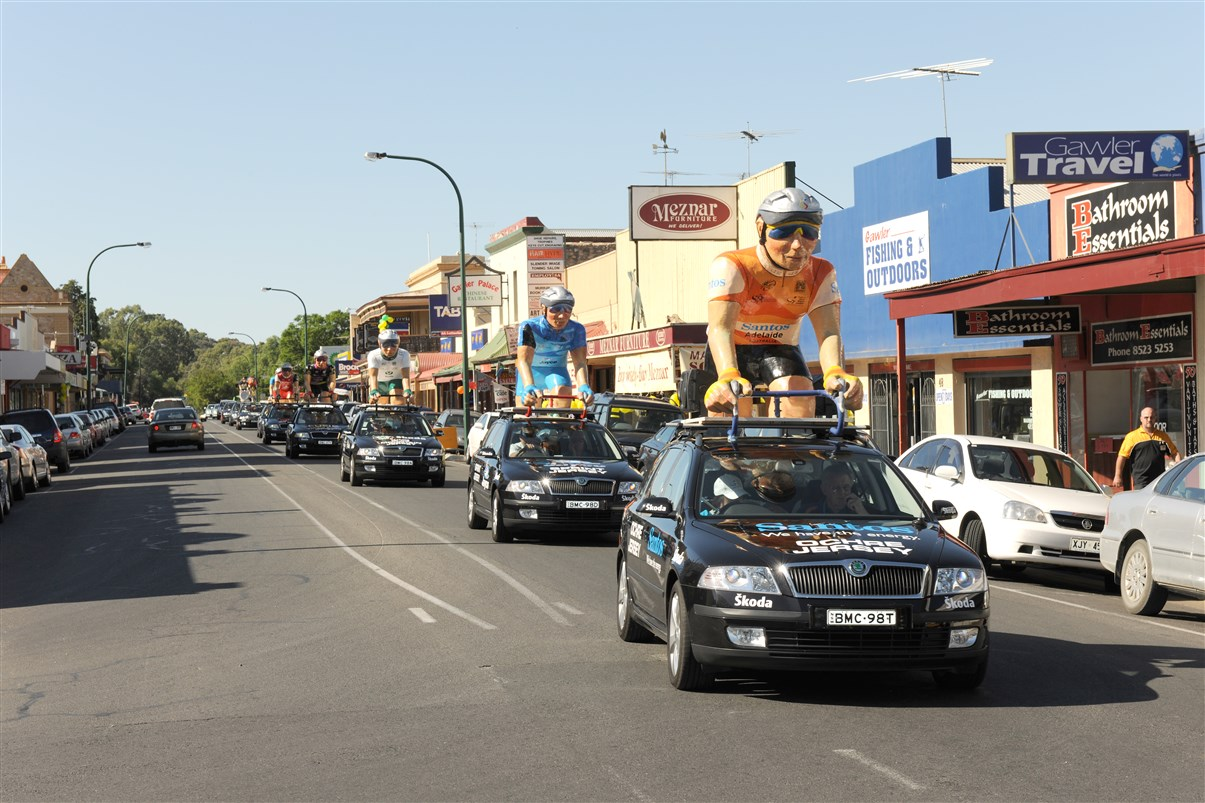
Die Werbekarawane der Tour Down Under 2010 rollt vor dem Start der zweiten Etappe durch Gawler

Geldeinnahmen erhält die organisierende Tourismusbehörde nicht nur durch Zuschüsse von der Provinzregierung, sondern vor allem durch Sponsoren. Das Energieunternehmen Santos ist Namenssponsor der Rundfahrt und auch der Titelsponsor des Orangen Trikots und der Rahmenveranstaltung Festival of Cycling. Andere Partner waren beispielsweise lange Zeit der Wohnwagenhersteller Jayco, der jährlich Namenssponsor eines Abschnitts war und außerdem das blaue Sprinttrikot präsentierte. Mittlerweile wurde Jayco in diesen Funktionen durch den Jalousienhersteller Ziptrak abgelöst. Der Autohersteller Škoda zeigte seinen Namen über einige Jahre hinweg nicht nur auf dem Bogen, der die Ein-Kilometer-Marke einer jeden Etappe darstellt, sondern auch auf dem weißen Trikot des Führenden in der Bergwertung. Die Firma Europcar sponserte das Trikot für den kämpferischsten Fahrer, die Initiative „Cycle Instead“, die die Südaustralier dazu bewegen will, zur Fortbewegung öfter das Fahrrad zu benutzen, präsentierte das Jersey für den besten Nachwuchsfahrer. Aktuelle Sponsoren sind etwa Garmin, die Singapore Airlines, Hyundai oder das Hilton-Hotel in Adelaide. Weitere Sponsoren können durch Bandenwerbung oder Werbung im offiziellen Tour-Dorf in Adelaide auf sich aufmerksam machen.
Ähnlich wie bei der Tour de France fährt auf jeder Etappe eine Werbekarawane ungefähr eine halbe Stunde vor dem Fahrerfeld die Strecke ab und verteilt Geschenke. Dabei zeigt sich auch das Känguru Oppy, das offizielle Maskottchen der Rundfahrt.

## Festival of Cycling

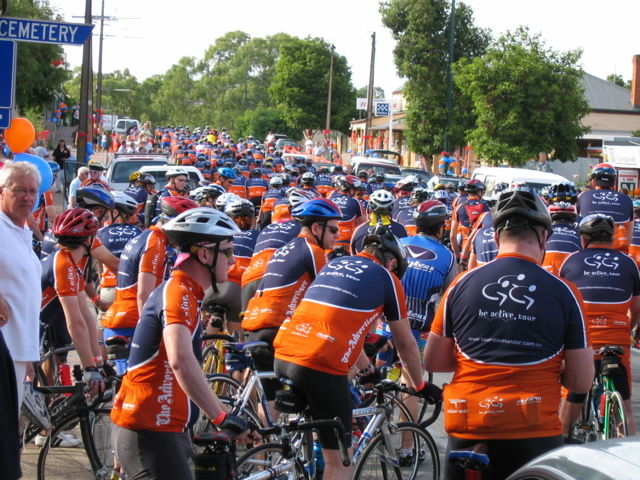
Teilnehmer an der „Be Active Tour“ 2007

Die Tour Down Under ist eingebettet im jährlich stattfindenden Festival of Cycling in Adelaide, bei dem sich eine Woche lang alles um das Fahrrad und den Radsport dreht. Im Rahmen dieses Festivals wurden in der Vergangenheit etwa bereits ein Abend mit Stars des Radsports sowie ein Mitflug im Helikopter während der Etappen veranstaltet. Fester Bestandteil ist ein Wettbewerb, bei dem der am schönsten geschmückte Etappenort prämiert wird.
Seit 2003 wird während des Festival of Cycling auch ein Rennen für Jedermann-Fahrer, die sogenannten Breakaway Series, angeboten. Von 2004 bis 2007 hieß das Rennen „Be Active Tour“, von 2007 bis 2011 „Mutual Community Challenge“, inzwischen „Challenge Tour“. Dabei legen die Teilnehmer eine Etappe der Tour Down Under dieses Jahres zurück und lernen so die gleiche Strecke kennen, die auch die Profis in ihrem Rennen fahren. 2024 fällt die "Challenge Tour" allerdings aus. Zudem wurde über einige Jahre hinweg ein Rennen für Kinder angeboten, das auf dem Rundkurs der letzten Etappe der Tour Down Under in Adelaide veranstaltet wurde. Die Teilnehmerzahl und damit die Beliebtheit dieser Wettbewerbe stieg von Jahr zu Jahr, 2010 waren schon 8000 Athleten am Start.

## Kriteriumsserie für Frauen
Ungefähr zeitgleich zum Rennen der Männer wurde bei der Tour Down Under auch eine Rennserie aus drei Kriterien für Frauen veranstaltet. Nach der Abschaffung dieser Veranstaltung wurde bis 2010 nur noch ein einziges Kriteriumsrennen ausgetragen, bevor 2011 wieder zwei Rennen in Adelaide, der sogenannte Rendition Homes-Santos Women’s Cup ausgerichtet wurde. Das erste Kriterium fand am selben Tag wie das Down Under Classic zur Eröffnung des Männerrennens statt, das zweite Kriterium einen Tag darauf. 2016 erfolgte die Neugründung der Veranstaltung als Women’s Tour Down Under. Der Wettbewerb ist seitdem Teil des internationalen Radsportkalenders der UCI. 2019 wurde das Rennen die erste Radsportveranstaltung weltweit, bei der die teilnehmenden Berufsradsportlerinnen die gleiche Menge an Preisgeld erhielten wie ihre männlichen Kollegen bei der Tour Down Under. 2023 wurde die Women’s Tour Down Under in die UCI Women’s WorldTour aufgenommen.